# Rinawa pula
Rinawa pula là một loài nhện trong họ Hahniidae.
Loài này thuộc chi Rinawa. Rinawa pula được Raymond Robert Forster miêu tả năm 1970.